# 宮操子
宮 操子 (みや みさこ、1907年 (明治40) 4月15日 - 2009年 (平成21) 5月7日) は、岩手県出身のダンサー。本名ミサオ。
江口隆哉と共にドイツ留学し、ドイツ表現主義舞踊「ノイエタンツ」創始者として知られるマリー・ヴィグマン (1886-1973) に師事、帰国後モダン・ダンスの先駆者として活躍した。

## 来歴

### ドイツ留学まで
1907年岩手県黒沢尻 (現在の北上市) に生まれる。10歳前後の頃に、鉱山採掘の仕事をやめた両親と姉と共に東京に移住。高等女学校に進学し、ピアノやヴァイオリンのレッスンに通い、演劇の勉強もした。関東大震災後の新しい時代風潮の中で、乗馬や射撃にも挑戦し、夢中になって打ち込めるものを探していた。彫刻家の安藤照と偶然出会い、彫刻のモデルを引き受ける。伸びやかな肢体の宮をモデルにした作品「めばえ」は1924年 (大正13) 第5回帝展で特選に選ばれ、更に1925年 (大正14) の作品「大空に」は、第7回帝展で特選に加え第1回帝国美術院賞を受賞した。
1924年9月に2年間欧米で研鑽を積んだ舞踊家の高田雅夫と原せい子が帰国。この年に高田・原の舞踊研究所に入門した宮は、11月に開催された帰朝披露第1回公演に出演している。その後も同舞踊団の公演に出演し、高田門下の看板的存在となって活躍した。1929年 (昭和4) 2月には、青森出身で後にパートナーとなる江口隆哉が高田・原舞踊団に入所するが、9月に高田雅夫が急逝。舞踊団を引き継いだ原せい子の下で宮は中心的な踊り手として活躍し、江口も加わって新しい舞踊の形を模索していく。

### ドイツ留学
1931年 (昭和6) 11月に結婚した宮と江口は、年末に日本郵船の諏訪丸で欧州へ旅立つ。40日間の船旅では乗客の陸海軍将校らの求めに応じ、社交ダンス教室を開催した。翌1932年 (昭和7) 1月半ばにベルリン到着。2人は約1年間ベルリンで現地の日本人に社交ダンスを教えて生活費を得ながら、オペラやコンサート、舞踊公演を鑑賞し、興味をひかれる舞踊学校の見学を行った。12月にはマリー・ヴィグマンとそのダンスグループの公演を観ている。
1933年 (昭和8) 春、2人はドレスデンに移り、マリー・ヴィグマンの舞踊学校に入学。レッスンを一通りとって毎日休みなく研鑽に励んだ。その成果を10月にベルリンのバッハザールで開催したリサイタルで発表し、「手術室」「タンゴ」などの作品は高い評価を得る。ヒットラーが台頭したこの時期のドイツ滞在を切り上げ、12月末に帰国。

### 帰国後の舞踊活動
1934年 (昭和9) 1月に宮と江口は、東京に研究所を開く。3月には帰朝第1回公演を開催し、「手術室」や「タンゴ」などを演じ、多くの新聞雑誌に公演評が掲載された。彼らの舞踊は主題、身体技法、作舞法において、それまでの日本の西洋舞踊の流れを大きく変えるものであった。これについて舞踊史研究者の桑原和美は、「彼らの舞踊は単なる美しい夢物語やあるいは漠然としたイメージの想像世界ではなく、近代的な人間の意志や生き方を表現する一つの手段であることを示してみせた」と評している。
以降1935年 (昭和10) にかけて、彼らは二人の出身地である東北地方を中心に公演を重ねた。1936年 (昭和11) には満洲、1937年 (昭和12) には朝鮮半島(京城、大邱) および満洲でも公演している。1938年 (昭和13) 10月には江口・宮舞踊劇場旗揚げ公演として、火野葦平原作『麦と兵隊』が帝国劇場で上演された。

### 戦争時の戦地慰問舞踊活動
1939年 (昭和14) から1942年 (昭和17) にかけて、江口・宮舞踊団は日中戦争の戦地へ計4回舞踊慰問に赴いている。第1回から第3回は陸軍の要請によるもので、第1回が1939年10月から12月にかけて訪れた中国南部であった。軍用船で広東に上陸した宮と江口を含む10名の舞踊団員は、野戦病院や露営地をめぐり前線の兵士たちを慰問して回った。慰問先は各地の部隊からの申し込みに応じたもので、海南島にも足を延ばしている。演目は従来公演してきた作品ではなく、『木曽節』や『出船』など、前線の兵士たちの希望に沿う内容のものであった。移動には汽車、トラック、バスが使われ、1日2～3公演の強行軍で、殉職者の慰霊祭や墓参りに参列することもあった 。
第2回は1940年2月から4月にかけて、中国中部に赴いた。南京から揚子江を昇って漢口へ進み、その先の露営地をめぐる慰問であった。第3回は1941年2月から4月にかけて、同じく中国中部であった。この3回の慰問については宮自身が1942年に刊行した『戦野に舞ふ』で、公演の内容や兵士たちの様子などの実態を詳細に記している。宮は従軍日誌を毎日書いていたので、それを元に執筆したと考えられる。第4回の1942年6月から12月は、大阪毎日新聞社の企画・後援によりベトナム、インドネシア、マレー半島をめぐる慰問であった。これらの体験と帰還船に同船したイギリス人捕虜たちについて、宮は晩年の著作『陸軍省派遣極秘従軍舞踊団』で詳しく述べている 。

### 戦後の舞踊活動
1944年  秋に研究所を一時閉鎖し福島に疎開していた宮と江口は、戦後1946年  藤原歌劇団公演「カルメン」の振付のために東京へ戻る。舞踊活動を再開し、1947年 には戦後第1回目の新作発表公演として、伊福部昭作曲「イゴザイダー」を帝国劇場で上演した。伊福部夫人の勇崎愛子 は　江口・宮舞踊団の踊り手で、深井史郎作曲「都会」などに出演していた。1950年 (昭和25) 伊福部昭作曲『プロメテの火』を帝国劇場で上演、宮はゼウスに愛される美しいアイオの役を踊った。この作品はその後の10年間に100回近く全国を周って演じられた。
1965年 (昭和40) 宮は日本大学芸術学部講師となる。また「ダンスグループ宮」を結成し第1回および翌年の第2回公演で「タンゴ」ほかを踊る。1977年 (昭和52) に江口が77歳で没した後も舞踊の指導を続け、1997年 (平成9) には舞踊の動きを体系的にまとめた『動の美』を出版。前後してドイツ留学と戦地慰問を振り返った『陸軍省派遣極秘従軍舞踊団』を1995年 (平成7) に、更に自らの生い立ちから戦後の歩みまでの半生をつづった『みちゃ子が行く』を2004年 (平成16) に出版。2009年 (平成21) に102歳で没した。墓所は泉岳寺。

## 豹「ハチ」のエピソード

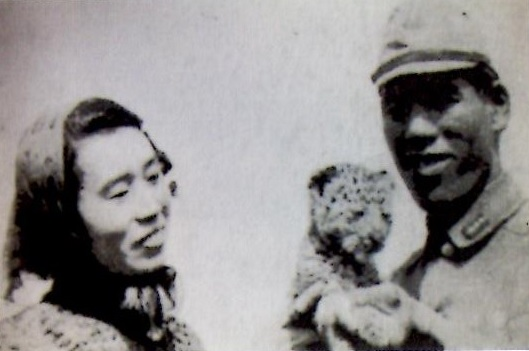
宮操子、ハチ、成岡小隊長

宮は1941年2月からの3回目の戦地慰問で中国を訪れた際、雨中の強行軍で無理をしたため高熱をだしてしまった。舞台を休んで臥せっていると、駐屯部隊の成岡正久小隊長が見舞いに訪れた。彼はひと月ほど前に捕獲した、生後間もない豹を連れてきた。親豹は逃げてしまったので、成岡が母親がわりに育てていたものだった。「ハチ」と名付けられていた赤ちゃん豹をあやすことで、病床の宮はみるみる回復していった。1週間ほどですっかり元気になった宮は、ハチと別れて慰問の行程を続けた。
1年ほど後に宮は、部隊の移動でハチを同行できなくなった成岡から、上野動物園でハチを引き取ってもらえないかと連絡を受けた。宮は知り合いの新聞記者を通じ動物園と連絡をとり、ハチは無事に上野動物園に引き取られた。しかし翌1943年8月、戦争が続いて食糧事情が悪化する中、ハチは他の動物たちと共に殺処分されてしまった。成岡はその直後に休暇で故郷に帰ってきたが、剥製にされていたハチと再会したのは戦後の事であった。成岡はこの顛末を『豹と兵隊』 (芙蓉書房, 1967) という本にまとめて出版した。この本がNHKのドキュメンタリー番組で取り上げられ、ゆかりのある宮も出演して剥製のハチと再会している。

## 著書
- 戦野に舞ふ : 前戦舞踊慰問行 (鱒書房, 1942.1, 265p): 序文は陸軍中将上村幹夫が、扉絵は同じく陸軍中将香取恭が寄せている[34][35]。
- 自然を師とした新しい自然運動 (宮操子舞踊研究所出版部, 1970)
- 陸軍省派遣極秘従軍舞踊団 (創栄出版, 1995.8, 301p)[36]
- 動の美 : 自然が創み出した感動の人間の動きの源流 (リーベル出版, 1997.7, 186p)[37]
- みちゃ子が行く : 踊った、生きた、冒険した (文芸社, 2004.4, 207p)[38]